# 黄菊
黄 菊（こう ぎく、拼音: Huáng Jú、1938年9月28日 - 2007年6月2日）は中華人民共和国の政治家。第16期中国共産党中央政治局常務委員、中華人民共和国国務院常務副総理（第一副首相）で党内序列は第6位だった。

## 経歴
上海市に生まれる。本籍は浙江省嘉善。元の名を黄徳鈺という。1956年から1963年まで、清華大学電機工程学部で学ぶ。卒業後は上海の工場で技術者として勤務し、次第に工場の党務に携わるようになる。その後、1982年に上海市第一機電工業局副局長、翌年には上海市党委員会常務委員に昇進し、市委工業工作党委書記に就任。1984年には市党委秘書長を兼任する。1985年、上海市党委副書記となり、翌年上海市副市長を兼任。当時上海市長だった江沢民に対して忠実に仕える。1987年、江沢民の党中央政治局委員兼上海市党委書記就任に伴い、後任の上海市長に推されるが、党中央の決定により、朱鎔基が上海市長に選出される。1991年、朱鎔基の国務院副総理就任により上海市長に昇格。1994年、中央政治局委員に選出され、上海市党委書記に就任。黄は上海において長期にわたり要職を歴任して実権を掌握、強固な地盤を築いて江沢民党総書記兼国家主席を支えた。
2002年11月16日、第16期1中全会において中央政治局常務委員に選出される。翌2003年3月、国務院常務副総理に就任し、工業・経済・国防科学技術・労働・社会保障・鉄道・通信産業・金融・民間航空を主管する。黄は胡錦濤指導部にありながら、賈慶林とともに江沢民に対して愚直なまでに忠実だった。

## 闘病
2006年1月、政治局常務委員が全員出席するはずの会議から突然その名前が消えた。香港紙は、黄が膵癌であるためと書き立てた。これに対して、外交部は入院の事実は認めたものの、黄が実際に癌であるかどうかについては答えなかった。黄は、6月に北京市で開催された会議に出席し、健在をアピールした。
同年9月24日、上海市党委書記の陳良宇が上海市社会保険基金事件の不正融資問題に関連して解任された。黄菊も、自身と妻、弟と融資先企業の関係者との不明瞭な間柄が噂された。
11月8日、北京市の末端クラスの人民代表選挙の投票が行われ、政治局常務委員もそれぞれの選挙区で投票を行った。黄菊は10月28日から「視察活動」で上海に滞在しているため、代理人が投票をしたことが報じられた。政治局常務委員が外遊以外の理由で長期間北京を離れることは異例で、政治局常務委員全員が出席する会議などに連続して欠席している点や、職位はそのままにして党と政府の職務にはタッチさせないとの決定を党政治局が下したとの内部情報を元に、事実上政治生命は終わったと指摘する香港誌もあった。
2007年1月1日、新年の恒例行事である全国政治協商会議の茶会を欠席。これに前後した会議などで黄が指示を出したということになっているが出席した形跡がなく、香港誌の推測を裏付けるものとなった。
6月2日午前2時57分（日本時間午前3時57分）、膵臓癌のため北京市内の病院で死去。享年68。

## 主な履歴
- 1983年 - 上海市党委常務委員、市工業工作党委書記。
- 1984年 - 上海市党委常務委員、市党委秘書長。
- 1985年 - 上海市党委副書記。
- 1986年 - 上海市副市長を兼務。
- 1987年 - 上海市長、中央委員の候補として推薦されるが、党中央は朱鎔基を選出。
- 1991年 - 朱鎔基の副総理就任にともない、上海市長に昇格。
- 1994年 - 中共中央政治局委員、上海市党委書記。
- 2002年 - 中共中央政治局常務委員。
- 2003年 - 中共中央政治局常務委員、国務院常務副総理。

| 先代 李嵐清 | 国務院常務副総理 2003年 - 2007年 | 次代 呉儀 |

| 先代 朱鎔基 | 上海市長 1991年 - 1995年 | 次代 徐匡迪 |

| 先代 呉邦国 | 上海市党委書記 1994年 - 2002年 | 次代 陳良宇 |